# Striden går vidare
Pour plus de détails, voir Fiche technique et Distribution.
Striden går vidare est un film suédois réalisé par Gustaf Molander, sorti en 1941.

## Fiche technique
- Titre : Striden går vidare
- Réalisation : Gustaf Molander
- Scénario : Gustaf Molander et Gösta Stevens
- Photographie : Åke Dahlqvist
- Montage : Oscar Rosander
- Musique : Gunnar Johansson (en)
- Pays d'origine : Suède
- Format : Noir et blanc - 1,37:1 - Mono
- Genre : drame
- Durée : 94 minutes
- Date de sortie : 1941

## Distribution
- Victor Sjöström : Andreas Berg
- Renée Björling : Betty Berg
- Anne-Margrethe Björlin (en) : Inga Berg
- Erik Berglund (en) : Dr Eriksson
- Alf Kjellin : Dr Georg Hammar
- Gerd Hagman : infirmière Maria Granberg
- Hilda Borgström : Mme Hagberg
- Stig Olin : Juge
- Hugo Björne : Juge